# Pouzac
Pouzac é uma comuna francesa na região administrativa de Occitânia, no departamento dos Altos Pirenéus. Estende-se por uma área de 7,58 km². Em 2010 a comuna tinha 1 152 habitantes (densidade: 152 hab./km²).